# Piazza del Quirinale
Piazza del Quirinale (Plac Kwirynału) – plac w Rzymie, na styku rionów Monti i Trevi, zajmujący górną część Kwirynału.
Nad placem dominuje Pałac Kwirynalski, pierwotnie jeden z pałaców papieskich, obecnie siedziba Prezydenta Włoch. W centralnej części placu znajduje się Fontanna Dioskurów z obeliskiem pochodzącym z Mauzoleum Augusta. Od wschodu plac ogranicza Palazzo della Consulta, pierwotnie Trybunał Państwa Papieskiego, obecnie siedziba Włoskiego Sądu Konstytucyjnego. Naprzeciw siedziby prezydenckiej XVIII-wieczne Scuderie del Quirinale (stajnie kwirynalskie), w których odbywają się wystawy sztuki. Po zachodniej stronie placu ograniczony balustradą punkt widokowy na Rzym.